# Occithrissops
Occithrissops is een geslacht van uitgestorven straalvinnige beenvissen uit het Jura, uit de onderste Sundance-formatie. 

## Naamgeving
De typesoort Occithrissops willsoni werd in 1984 benoemd door Bobb Schaeffer en Colin Patterson. De geslachtsnaam van Occithrissops verwijst naar het westerse voorkomen (occidens) van het geslacht en zijn verwantschap tot Thrissops. De soortaanduiding eerde wijlen Earl Willson op wiens ranch bij Hulett het fossiel werd gevonden.
Het holotype is AMNH 10964, een vrijwel volledig skelet dat alleen de uiteinden van de snuit en sommige vinnen mist. Het dateert uit het late Bathonien.

## Beschrijving
Occithrissops bereikte een lengte van ongeveer twintig centimeter.
De kop heeft een formaat dat tussen dat van Allothrissops en Thrissops in ligt. Alleen de voorste acht centimeter van de wervelkolom is verbeend. De uroneuralia bedekken de zijden van de wervellichamen van de praeuralia niet. De voorste punten van de eerste vier uroneuralia staan gelijkmatig uit elkaar. Supraneuralia zijn beperkt tot de buikwervels. De anaalvin is sterk sikkelvormig met achttien tot twintig radialen.

## Fylogenie
Hoewel het binnen de Ichthyodectiformes is geplaatst, verschilt het van de andere ichthyodectiformen Thrissops en Allothrissops uit het Jura, en de oorspronkelijke beschrijving plaatste dit taxon als Ichthyodectiformes incertae sedis. Latere studies beschouwden dit taxon als een basale ichthyodectiform en enkele morfologische overeenkomsten met Jinjuichthys delend.